# Mocho-de-crinas
O Mocho-de-crinas, bufo-da-guiné ou bufo-congolês (Bubo poensis) é uma espécie de ave estrigiforme pertencente à família Strigidae.
É uma ave africana, que habita a zona centro-oeste do continente, desde a Costa do Marfim até Angola.